# Kozielski
Kozielski (en ruso: Козельский вулкан) es un volcán ubicado en la península de Kamchatka del este de Rusia, en el krai homónimo.
El volcán se encuentra en el flanco sureste del Avatchinski, otro volcán al que está geológicamente vinculado. Culminando a 2189 metros sobre el nivel del mar, está coronado por un cráter en forma de herradura abierto hacia el noreste.